# Centre Jacques-Berque
Pour les articles homonymes, voir CJB.
Le Centre Jacques-Berque pour le développement des sciences humaines et sociales au Maroc (CJB) (arabe : مركز جاك بارك للأبحاث في العلوم الإنسانية والاجتماعية) est un Institut français de recherche à l'étranger (IFRE) fondé en 1991 et situé à Rabat, au Maroc.

## Description
Le nom du centre rend hommage à Jacques Berque, sociologue et anthropologue français.
Il est sous co-tutelle du Centre national de la recherche scientifique (CNRS) et du ministère des Affaires étrangères, représenté localement par le Service de coopération et d’action culturelle (SCAC) de l’ambassade de France au Maroc.
Il mène des activités de recherche au Maroc, en Mauritanie et plus largement au Maghreb. Sa recherche s’articule autour de quatre axes qui recoupent presque toutes ses activités : 
- actions publiques ;
- histoire et mémoire ;
- faits religieux ;
- productions culturelles.

Ses chercheurs conçoivent des programmes de recherche et organisent des manifestations scientifiques (séminaires, ateliers, journées d’étude, conférences...). Le Centre accueille des chercheurs, doctorants et post-doctorants du monde entier et leur apporte un soutien logistique et scientifique. Il met en place des activités de formation par la recherche.
Par ailleurs, il développe des partenariats avec des institutions de recherche marocaines, mais aussi françaises, européennes et internationales.
Le Centre Jacques-Berque, doté d’un comité éditorial, publie des ouvrages et des carnets de recherche (articles brefs rendant compte de recherches en cours).
L’objectif est de valoriser la recherche sur le Maroc, la Mauritanie et plus largement le Maghreb. Il privilégie l’édition électronique et utilise les plateformes OpenEdition Books (ouvrages) et hypothèses.org (articles).